# Julie Rösch
Julie Rösch, geb. Schmidt (* 23. Oktober 1902 in Stuttgart; † 13. Mai 1984 ebenda) war eine deutsche Politikerin der CDU.

## Leben
Julie Rösch wuchs in Stuttgart als Tochter des Eisenbahnsekretärs August Albert Schmidt und von Auguste Schmidt auf. Ihr Vater war katholischer und ihre Mutter evangelischer Konfession, sie selbst wurde evangelisch getauft und erzogen. Nach dem Besuch der Mädchenoberrealschule und der Haushaltungsschule arbeitete Rösch für mehrere Jahre beim Postscheckamt und im Bankfach. Nach einer Ausbildung zur Kinderkrankenpflegerin arbeitete sie als Lehrschwester in der Kinderheilanstalt in Ludwigsburg. Im Jahr 1926 heiratete sie Alfred Eugen Rösch und war danach Hausfrau. Ab 1933 war sie als Mitarbeiterin bei der Evangelischen Frauenhilfe in Württemberg tätig. 1944 zog sie mit ihrer Familie nach Tübingen. Ab 1945 arbeitete sie für das Kirchliche Müttererholungsheim in Württemberg-Hohenzollern.

## Politische Tätigkeit
Rösch trat 1945 der CDU bei und war stellvertretende Vorsitzende des Landesfrauenausschusses der CDU Württemberg-Hohenzollern. Rösch gehörte dem Deutschen Bundestag seit dessen erster Wahl 1949 bis 1961 an. Sie war von 1949 bis 1953 über die Landesliste der CDU Württemberg-Hohenzollern und von 1953 bis 1961 über die Landesliste der CDU Baden-Württemberg ins Parlament eingezogen. Als einzige Frau gehörte sie dem Vorstand des Bundestages an. Sie war unter anderem Mitglied des Haushaltsausschusses und in der dritten Wahlperiode auch des Rechnungsprüfungsausschusses. Von 1954 bis 1961 fungierte sie als Berichterstatterin für den Bundestagshaushalt. Erneute Kandidaturen zur Wahl des vierten und den fünften Bundestages scheiterten. Gesellschaftspolitisch vertrat Rösch traditionell-konservative Positionen.

## Ehrungen
- 1971: Verdienstkreuz 1. Klasse der Bundesrepublik Deutschland
- 1978 wurde ihr die Verdienstmedaille des Landes Baden-Württemberg verliehen.